# Dirección de correo electrónico desechable
Una dirección de correo electrónico desechable o Dirección Electrónica Desechable (DED, en inglés DEA - Disposable email addressing) es una forma de gestionar el correo en la que se utiliza una dirección de correo electrónico única para cada contacto o cada entidad con la que uno se quiere comunicar.  Tiene como ventaja que si alguien empieza a abusar de esta dirección de correo electrónico, o se ve comprometida, el propietario de la dirección puede cancelarla (o "desecharla") sin afectar a ninguno de sus otros contactos.
Este tipo de direcciones desechables generalmente las ofrecen compañías que reenvían la dirección DED a una dirección de correo válida, pero también se utilizan sub-direcciones de correo electrónico para disponer de un subconjunto de las ventajas de este tipo de direcciones.

## Usos
Cuando se utilizan direcciones de correo desechables se define una dirección de correo electrónico diferente para cada combinación de emisor/receptor. Esto es útil cuando se trabaja en entornos donde alguien puede vender o publicar las direcciones de correo a listas de correo basura o a entidades sin escrúpulos. Las situaciones más habituales de este tipo son los sistemas que requieren un registro en línea para acceder a grupos de discusión, tablones de anuncios, sistemas de mensajería, compra en línea, y servicios de almacenamiento de archivos. Las DEDs pueden ser una herramienta útil para proteger a los usuarios de Internet en tiempos en los que el correo basura es una molestia continúa y donde siempre existe la amenaza de sufrir un robo de identidad.
Las direcciones de correo electrónico desechables pueden cancelarse si alguien empieza a utilizar la dirección sin el consentimiento de la persona que la creó. Por ejemplo, si alguien publica la dirección de correo a una lista de correo basura, o si los spammers obtuvieron la dirección. También puede darse el caso en el que el usuario no desee recibir más correspondencia del emisor. En cualquier caso, una DED permite al propietario de la dirección la toma de decisiones unilaterales, cancelando la dirección en cuestión. Más adelante el propietario puede decidir notificar o no al destinatario de la esta cancelación.
Las direcciones de correo electrónico desechables habitualmente reenvían los mensajes a uno o más buzones de correo donde el propietario recibe y lee los mensajes. El contacto al que se le entregó una dirección DED nunca conocerá la dirección de correo real del usuario. En el caso de que la DED se maneje a través de una base de datos, puede enviar correo de forma anónima a alguien utilizando direcciones de correo personales y puede identificar el receptor de cada mensaje obteniendo el nombre del contacto asociado a cada DED único. Si se utiliza correctamente una DED puede también ayudar a identificar qué contactos gestionan mal o de forma fraudulenta las direcciones de correo electrónicas. Por ello, puede ser una buena herramienta para detectar correos falsos o de phishing.

## Ventajas sobre el correo electrónico tradicional
El propietario de una DED, idealmente, comparte una dirección sólo una vez con cada contacto o entidad. De esta forma, si la DED cambia, sólo es necesario contactar con una entidad. En el uso tradicional del correo electrónico la misma dirección se facilita a múltiples contactos. Por ello, si la dirección de correo cambia hay que notificar a muchos destinatarios distintos del cambio y éstos han de actualizar sus registros, lo que puede ser un proceso tedioso.
Además, como sólo hay un contacto que tenga acceso a esa dirección, en caso de que se empiece a recibir correo basura será con toda probabilidad el punto que ha sido comprometido y, por tanto, responsable del correo que la cuenta recibe (ver más abajo "filtrado" para algunas excepciones). Esto permite a los usuarios determinar de primera mano la confianza en las personas con los que comparten DEDs. Los DEDs "seguros" que no han sido comprometidos pueden reenviarse a una dirección de correo real, mientras que los DEDs "comprometidos" pueden enviarse a un buzón especial, enviarse directamente a la basura, marcarse para filtrado de correo basura o devolverse como direcciones inexistentes si se da de baja la dirección DED.
Por último, las DEDs sirven como una capa adicional de indirección entre el emisor y el receptor. El usuario sólo tiene que notificar al proveedor del servicio de DEDs del cambio si necesita cambiar la dirección real asociada al DED. Por ejemplo, cuando cambie su dirección de correo al dejar una universidad o empresa. Una vez hecho, todas las direcciones DED seguirán funcionando sin requerir una actualización.

## Seguridad y filtrado
Los spammers pueden "adivinar" algunas de las direcciones DEDs utilizadas habitualmente que son de la forma  <NombreDeCompañia @ NombreAleatorio.ProveedorServici_DED.com> u otros formatos utilizados habitualmente. Esto es especialmente probable si el subdominio del usuario (la parte "NombreAleatorio") se ha publicado en algún sitio. Para evitar esto, algunos usuarios utilizan direcciones de correo ofuscadas utilizando nombres aleatorios, sumas de verificación, una nombre mutado, o alguna combiación de los anteriores. Un ejemplo más difícil de adivinar podría ser el siguiente: <NombreDeCompañia.SumaVerificación @ NombreDominio.ProveedorServicioDED.com> o<TextoAleatorioNombreDeCompañiaTextoAleatorio @ NombreDominio.ProveedorServicioDED.com>.  Hay una relación de compromiso porque cuanto más compleja sea la dirección, más complejo será que un usuario la recuerde y la escriba. 

### Problemas de privacidad
Muchos sitios ofrecen direcciones de correo desechables que expiran al pasar poco tiempo, normalmente entre diez minutos y una semana. Es muy posible que el modelo de negocio de estos sitios sea proporcionar a los usuarios anuncios dirigidos una vez lean el correo o que vendan las direcciones de correo de sus usuarios al mejor postor. Un proveedor podría incluso bloquear una cuenta que esté operativa y vender esta cuenta a un tercero, lo que facilitaría ataques de suplantación de identidad y robos de cuentas a través de los correos de notificación de contraseñas.